# مها عابد
مها عابد ممثلة ومدبلجة ومترجمة سورية .

## عن حياتها
لها العديد من الأعمال التلفزيونية وأيضا في مجال الدوبلاج وكما انها تعمل في مركز الزهرة للدوبلاج.

## أعمالها

### في الدوبلاج
- باباي
- سوبر ماريو

### في الترجمة
- المحقق كونان ج5 وج6
- أبطال الديجيتال ج3 وج4

## روابط خارجية
- مها عابد على موقع قاعدة بيانات الأفلام العربية